# Сан-Мауро-Чиленто
Сан-Мауро-Чиленто (итал. San Mauro Cilento) — коммуна в Италии, располагается в регионе Кампания, в провинции Салерно.
Население составляет 1011 человек (2008 г.), плотность населения составляет 67 чел./км². Занимает площадь 15 км². Почтовый индекс — 84070. Телефонный код — 0974.
Покровителем коммуны почитается святой Мавр, празднование 11 июля.

## Демография
Динамика населения:

## Администрация коммуны
- Официальный сайт: https://web.archive.org/web/20120316033828/http://sanmaurocilento.asmenet.it/